# Slanišno rudarstvo
Slanišno rudarstvo je ekstrakcija korisnih materijala (hemijskih elemenata ili jedinjenja) koji su prirodno rastvoreni u slanoj vodi. Slana voda može biti morska voda, druge površinske vode, podzemne vode, ili hiper-slani rastvori iz nekoliko industrija (npr. tekstilne industrije). Razlikuje se od eksploatacije rastvora ili luženja na licu mesta po tome što te metode ubrizgavaju vodu ili hemikalije za rastvaranje materijala koji su u čvrstom stanju; u slanišnom rudarstvu materijali su već rastvoreni.
Slane vode su važni izvori obične soli (NaCl), kalcijuma, joda, litijuma, magnezijuma, kalijuma, broma i drugih materijala, i potencijalno su važni izvori brojnih drugih. Slanišno rudarstvo podržava minimiziranje otpada i napore za oporavak resursa.

## Istorija
Oko 500. godine pre nove ere, stari Kinezi su iskopali stotine bunara sa slanom vodom, od kojih su neki bili preko 100 metara (330 stopa) dubine. Izradom ovih bušotina pristupili su velikim slanim naslagama ispod površine zemlje. Podignute su kule od bambusa, slične po stilu savremenim naftnim dizalicama. Bambus se koristio za užad, kućište i stubove jer je bio otporan na so. Gvozdeni klinovi su bili obešeni sa alata od bambusnog kabla pričvršćenog za polugu na platformi izgrađenoj na vrhu tornja. Za podizanje su bila potrebna dva do tri čoveka koji su skakali na i sa poluge koja je pomerala gvozdeni klin zabijen u zemlju da bi se iskopala rupa dovoljno duboko u zemlji da se dođe do slaništa.